# Dachdämmung

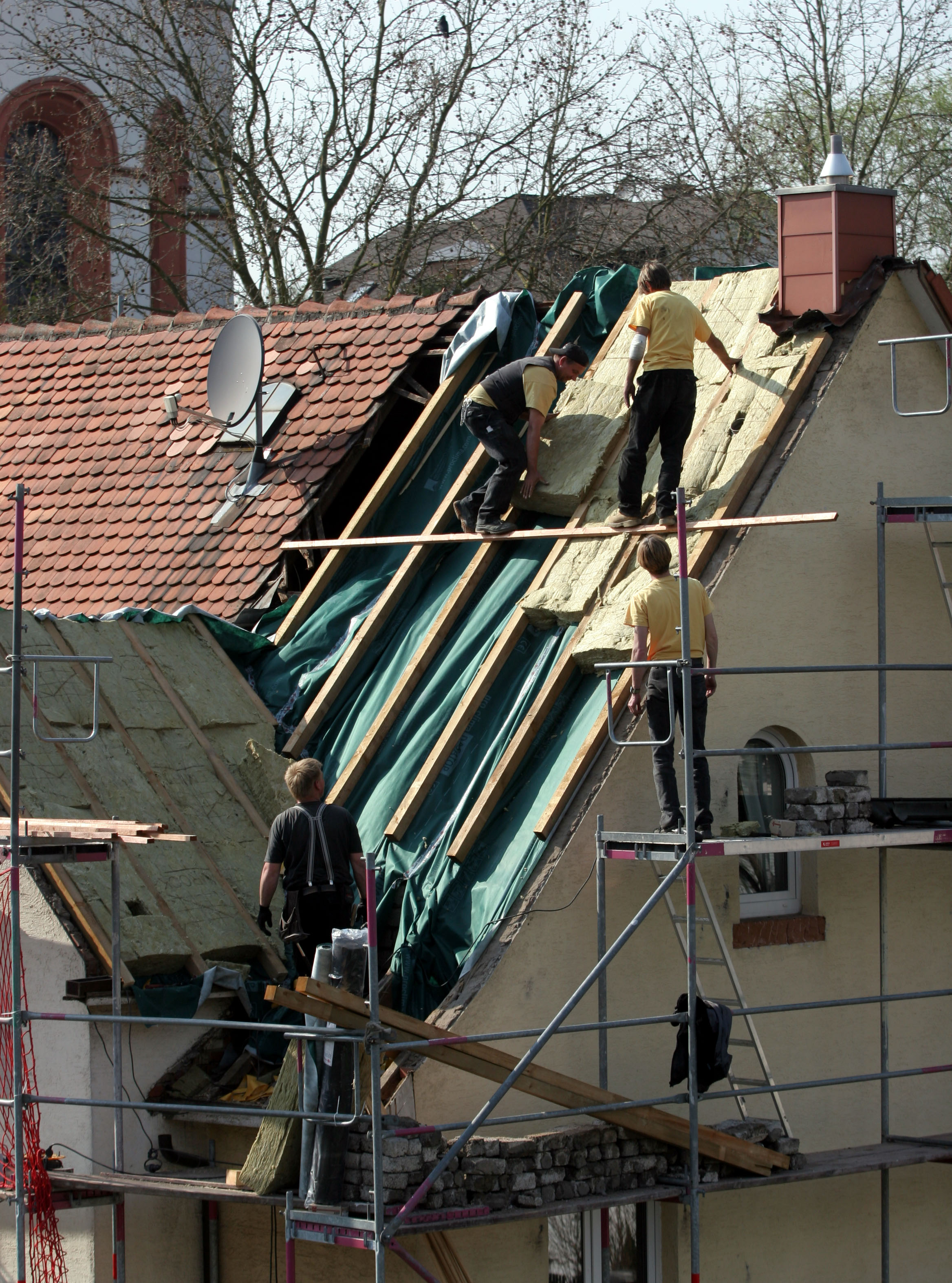
Dachdecker beim Aufbringen einer Zwischensparrendämmung im Rahmen einer energetischen Dachsanierung

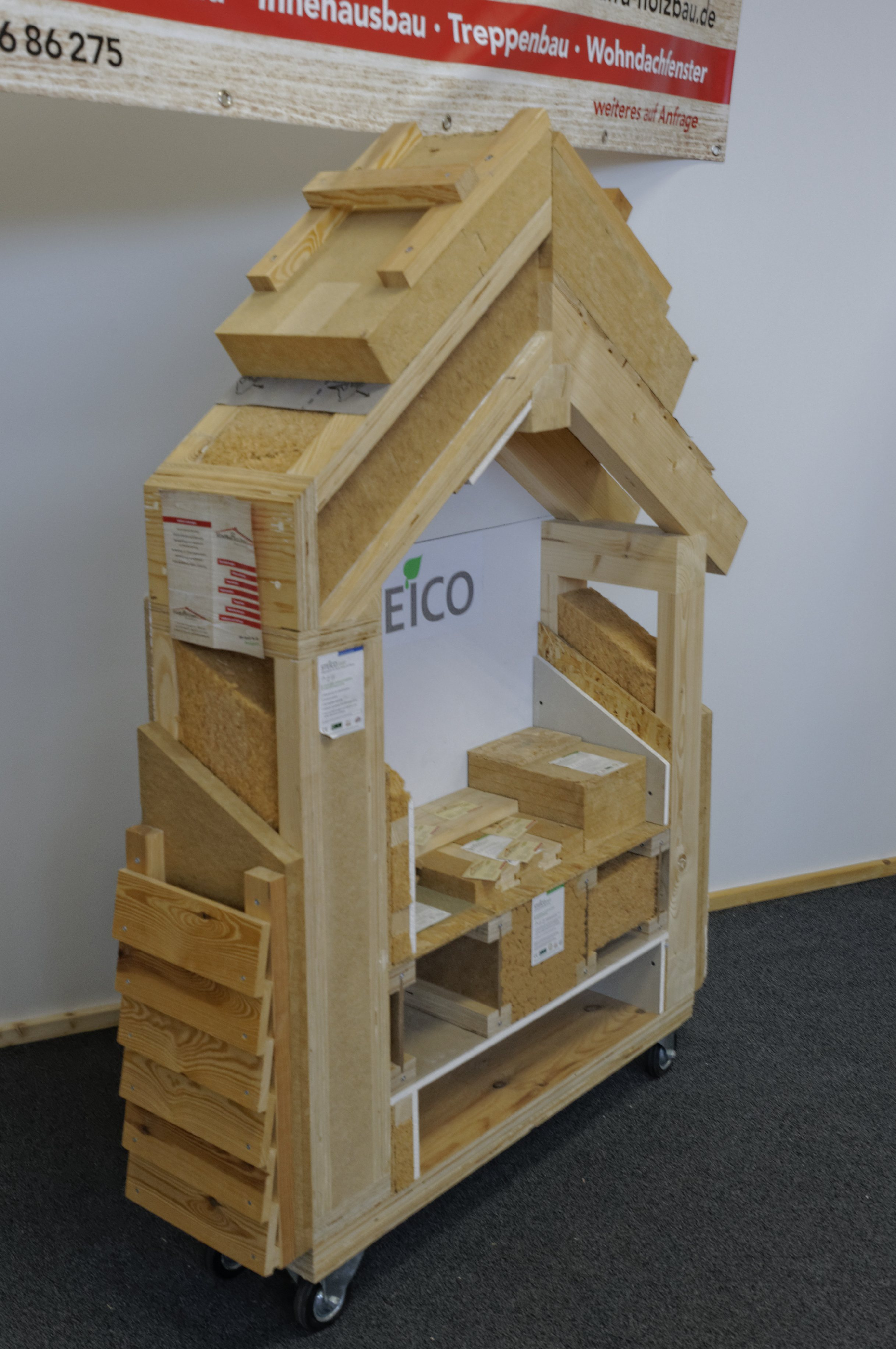
Ein Anschauungsobjekt auf einer Messe zur Dämmung

Durch die Dämmung des Daches soll im Sommer die Hitze draußen bleiben und im Winter die Kälte nicht nach innen dringen und die Heizwärme nicht nach außen verloren gehen. Die Dachdämmung ist ein Teil der Wärmedämmung von Gebäuden und eignet sich ebenso, wie die Kellerdämmung oder Fassadendämmung dazu, den Energieverbrauch eines Gebäudes zu senken. Technisch wird durch die Dachdämmung der Wärmedurchgangskoeffizient (U-Wert) des Daches gesenkt.

## Arten
Es gibt verschiedene Möglichkeiten ein Dach zu dämmen. Gerade bei Satteldächern ist dabei zunächst zu unterscheiden, ob die oberste Geschossdecke oder die Dachfläche selbst gedämmt werden soll. Darüber hinaus unterscheiden sich die Systeme hinsichtlich der Kosten, der Materialien und vor allem dadurch, wo das Dämmmaterial angebracht wird.

### Untersparrendämmung
Bei der Untersparrendämmung wird das Dämmmaterial unterhalb der Dachsparren angebracht. Meist werden schon Systeme mit Verkleidung angeboten. Somit erspart man sich das nachträgliche Verkleiden der Dachsparren. Vorteile dieser Variante sind die niedrigen Kosten und die Möglichkeit das Dach nachträglich zu dämmen. Ein Nachteil ist die Wohnraumverkleinerung durch die Dicke der Dämmung.

### Zwischensparrendämmung
Bei der Zwischensparrendämmung wird die Dämmung zwischen den Sparren angebracht. Soll das Dach als Wohnraum genutzt werden, ist hier meist noch eine zusätzliche Verkleidung notwendig. Problematisch können zu kleine Dachsparren sein, so dass die Dicke der Dämmung nicht ausreicht. Hier müssen dann die Dachsparren verstärkt werden.
Vorteile sind die geringen Kosten und die Möglichkeit des nachträglichen Anbringens der Dämmung. Nachteilig kann eine Wohnraumverkleinerung sein sofern bei zu geringer Stärke der Dachsparren eine Verstärkung dieser erforderlich wird.

### Aufsparrendämmung
Die Aufsparrendämmung erfolgt oberhalb der Sparren. Diese Art der Dachdämmung lohnt sich am ehesten, wenn das Dach neu eingedeckt werden soll. Vorteile dieser Variante sind sehr gute Dämmeigenschaften und keinerlei Wohnraumverluste. Da die äußere Dämmung starken Temperaturwechseln ausgesetzt ist, sollte darauf geachtet werden, dass die einzelnen Platten dimensionsstabil sind, um eine Bildung von Rissen zu vermeiden. Die Aufsparrendämmung hat Nut und Feder. Dieser Dämmstoff bedarf keiner Vollholzschalung wie bei einer Flachdachdämmung mit Stufenfalz die auf das Steildach aufgebracht wird. Nachteilig sind die deutlich höheren Kosten. Die Dämmung kann auch bei Altbauten (z. B. Reihenhaus) montiert werden. Allerdings entsteht natürlich zum Nebenhaus eine Höhendifferenz je nach Dicke des Dämmmaterials.
Dabei erfolgt die statische Lastabtragung des Ziegelgewichts durch die Dachlatten über das ganze Dach verteilt, wie bei einer normalen Dacheindeckung. Für die Montage dürfen ausschließlich in der Qualität geprüfte (Holzbau-)Schrauben verwendet werden. Sie müssen die gesamten Schubkräfte der Dachlast von den Dachsteinen über die Dachlatten durch die Dämmstoffe in die Sparren einleiten.

### Auflattdämmungen
Die sogenannten Auflattdämmungen sind eine Variante bzw. Weiterentwicklung der Aufsparrendämmungen. Sie liegen nicht nur über den Sparren, sondern auch über der Dachlattung. Die Vorteile sind im Wesentlichen die gleichen wie bei der Aufsparrendämmung, d. h. lückenlose Dämmung ohne Wärmebrücken, der Dachstuhl kann sichtbar bleiben (leichtere Schädlingskontrolle, Gestaltungsfreiheit, bauphysikalisch sicherer durch weniger Anschlüsse). Ein zusätzlicher Vorteil der Auflattdämmung liegt zum einen darin, dass auch die Dachlattung vor Witterung geschützt ist.

### Flachdachdämmung
Die Dämmung von Flachdächern kann durch drei verschiedene Methoden erfolgen, deren Auswahl sowohl von der Neigung sowie vor allem der Konstruktionsart des Daches abhängt.
Bei einer Kaltdach-Dämmung befindet sich zwischen der eigentlichen Dämmschicht und der Dachabdichtung eine etwa 10–15 cm große Luftschicht, die als Hinterlüftung dient. Diese Dämm-Methode wird überwiegend bei Flachdächern mit einer Holzkonstruktion angewandt, die nur eine geringe Neigung und etwa 30 bis 50 cm Platz zwischen der Raumdecke und Dachabdichtung aufweisen.
Bei Flachdächern mit einer Betondecke werden vorzugsweise Warmdach- oder Umkehrdach-Dämmungen vorgenommen. Bei einer Warmdach-Dämmung besteht keine Luftschicht zwischen der Raumdecke und Dach-Außenseite. Da das Dämm-Material zwischen diesen beiden Schichten luftdicht eingeschlossen wird, sollte diese Dämm-Methode allerdings nur gewählt werden, wenn das Dach eine ausreichend hohe Dichtheit aufweist. Andernfalls kann eindringendes Wasser schnell zu Schimmelbildung führen und den Dämmstoff zerstören.

## Kosten
Die Kosten einer Dachdämmung können sich je nach Art der Dachdämmung erheblich unterscheiden. Bei einer einfachen Innensparrendämmung ohne weitere Verkleidung liegen die Kosten bei ca. 50 Euro je Quadratmeter. Mehr als 200 Euro je Quadratmeter kann hingegen eine Aufsparrendämmung mit kompletter Neueindeckung des Daches kosten.

## Materialien
Grundsätzlich können die gleichen Dämmmaterialien, wie bei anderen Wärmedämmmaßnahmen zum Einsatz kommen. Bei der Untersparrendämmung eignen sich besonders Dämmplatten, welche leicht zu befestigen sind und oft schon auf der Rückseite eine Verkleidung enthalten. Für die Zwischensparrendämmung eignen sich vor allem Dämmwollen, die leicht innerhalb der Sparren zu befestigen sind. Für die Aufsparrendämmung kommen oft Systeme aus Hartschaum zum Einsatz.